# Izquierda evangélica
La izquierda evangélica es un movimiento de izquierda cristiana en el cristianismo evangélico que afirma una teología evangélica  conservadora y es políticamente progresista.

## Doctrina
El movimiento afirma una teología evangélica  conservadora, como las doctrinas de encarnación, expiación, y resurrección, visión tradicional del matrimonio y considerar la Biblia como la principal autoridad de la Iglesia cristiana. Sin embargo, a diferencia de otros evangélicos, los de la izquierda evangélica a menudo apoyan y utilizan la exégesis bíblica. A menudo apoyan una plataforma política más progresista y se preocupan por cuestiones de justicia social. Muchos, por ejemplo, se oponen a la pena capital y apoyan el control de armas, dando la bienvenida a los extranjeros y los programas de bienestar social. En muchos casos, también son pacifistas.

## Historia
Los orígenes del movimiento se sitúan en el siglo XVI en el movimiento anabaptista que luchó contra el establishment e hizo campaña por la democracia y la participación de todos los seres humanos. Otros movimientos fueron significativos, como el abolicionismo en el Reino Unido del siglo XVIII y el abolicionismo en los Estados Unidos del siglo XIX. Algunos evangélicos han defendido los derechos de la mujer, como la ordenación pastoral y el  derecho a votar. Debido a la controversia fundamentalista de principios del siglo XX, el movimiento y el activismo social perdieron impulso. Sin embargo, a finales de la década de 1940, los teólogos evangélicos del Seminario Teológico Fuller fundado en Pasadena, California, en 1947, defendieron la importancia cristiana del activismo social. Experimentó un nuevo ímpetu en la década de 1960 con la fundación de la Conferencia de Liderazgo Cristiano del Sur en 1957, dirigida por el pastor bautista Martin Luther King Jr..
Durante las décadas de 1960 y 1970, la izquierda evangélica defendió los principios contra la guerra, derechos civiles y anticonsumo al tiempo que apoyaba la fidelidad doctrinal y sexual. La revista Sojourners, fundada en 1971, ha sido una voz importante del movimiento. En 1973, 53 líderes evangélicos firmaron La Declaración de Chicago de Preocupación Social Evangélica contribuyendo así a la fundación de los Evangélicos para la Acción Social.  La izquierda evangélica ayudó al movimiento evangélico más amplio ayudando a elegir al primer nacido de nuevo presidente de EE. UU., Jimmy Carter en 1976. En 2007, la organización los Cristianos de las Letras Rojas fue fundada por el pastor bautista Tony Campolo y Shane Claiborne con el objetivo de reunir a evangélicos que creen en la importancia de insistir en temas de justicia social mencionados por Jesús (en rojo en algunas traducciones del Biblia).